# Georges Granier de Cassagnac
Pour les articles homonymes, voir Granier de Cassagnac.
Georges Granier de Cassagnac, né le 16 février 1854 à Paris et décédé le 25 octobre 1897 à Paris, est un homme politique français.

## Biographie
Fils de Bernard-Adolphe Granier de Cassagnac, frère de Paul de Cassagnac, père de Jean Granier de Cassagnac, dit Saint-Granier, il succède à son père comme député du Gers en 1880, siégeant au groupe bonapartiste de l'Appel au peuple. Il ne se représente pas en 1881.

## Sources
- « Georges Granier de Cassagnac », dans Adolphe Robert et Gaston Cougny, Dictionnaire des parlementaires français, Edgar Bourloton, 1889-1891 [détail de l’édition]
- « Georges Granier de Cassagnac », dans le Dictionnaire des parlementaires français (1889-1940), sous la direction de Jean Jolly, PUF, 1960 [détail de l’édition]